# Endrosa pseudoaurita
Endrosa pseudoaurita är en fjärilsart som beskrevs av Karl Burmann 1955. Endrosa pseudoaurita ingår i släktet Endrosa och familjen björnspinnare. Inga underarter finns listade i Catalogue of Life.